# ايسك اسبورن
ايسك اسبورن (بالإنجليزية: Isaac Osbourne)‏ (22 يونيو 1986 ببرمنغهام في المملكة المتحدة - ) هو لاعب كرة قدم بريطاني في مركز الوسط. لعب مع كوفنتري سيتي ونادي أبردين ونادي سانت ميرين ونادي كرو ألكساندرا ونادي بارتيك ثيسل.

## وصلات خارجية
- ايسك اسبورن على موقع قاعدة بيانات كرة القدم.إي يو (الإنجليزية)
- ايسك اسبورن على موقع Soccerbase.com (لاعب) (الإنجليزية)
- ايسك اسبورن على موقع عالم كرة القدم.نت (الإنجليزية)